# مارتن هندرسون
مارتن هندرسون (بالإنجليزية: Martin Henderson)‏ (و. 1974 – م) هو ممثل، من نيوزيلندا، ولد في أوكلاند. معروف بدور جاك شيريدان في مسلسل نتفليكس فيرجن ريفر.

## وصلات خارجية
- مارتن هندرسون على موقع IMDb (الإنجليزية)
- مارتن هندرسون على موقع ألو سيني (الفرنسية)
- مارتن هندرسون على موقع أول موفي (الإنجليزية)
- مارتن هندرسون على موقع قاعدة بيانات الأفلام السويدية (السويدية)
- مارتن هندرسون على موقع إن إن دي بي (الإنجليزية)
- مارتن هندرسون على موقع قاعدة بيانات الفيلم (الإنجليزية)
- مارتن هندرسون على موقع كينوبويسك (الروسية)